# Quận DeSoto, Florida
Quận DeSoto là một quận thuộc tiểu bang Florida, Hoa Kỳ. Quận lỵ đóng ở Arcadia6. 
Dân số theo điều tra năm 2010 của Cục điều tra dân số Hoa Kỳ là 34862 người.

## Địa lý
Theo Cục điều tra dân số Hoa Kỳ, quận này có diện tích 1660 km2, trong đó có 6,2 km2 là diện tích mặt nước.